# Koji Yoshinari
Koji Yoshinari (吉成 浩司 Yoshinari Koji?), född 19 maj 1974 i Tokushima prefektur, är en japansk före detta fotbollsspelare.
Yoshinari började sin karriär 1997 i Gamba Osaka. 1998 flyttade han till Otsuka Pharmaceutical. Han avslutade karriären 2003.